# Maarten Schmidt

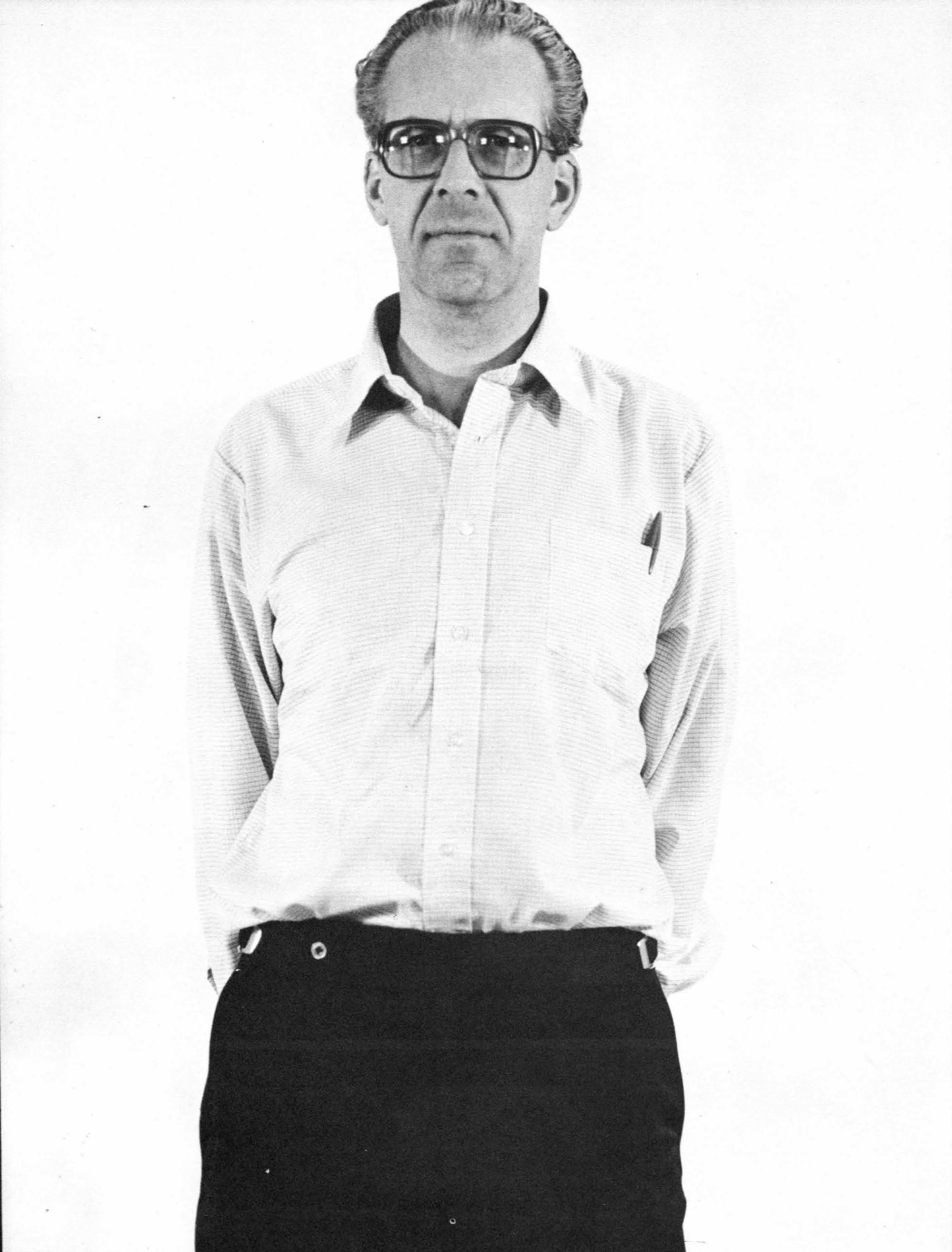
Maarten Schmidt (1978)

Maarten Schmidt (* 28. Dezember 1929 in Groningen, Niederlande; † 17. September 2022 in Fresno, Kalifornien, Vereinigte Staaten) war ein in den Vereinigten Staaten arbeitender niederländischer Astronom.
Schmidt studierte an der Universität Leiden bei Jan Hendrik Oort. 1959 ging er nach seiner Promotion in die USA, um am California Institute of Technology zu arbeiten. Schmidt ist durch seine 1963 gemachte Entdeckung, dass Quasare Objekte bei hoher Rotverschiebung im fernen Universum sind, bekannt geworden. Später leitete er eine der ersten großen Himmelsdurchmusterungen nach Quasaren, den Palomar Bright Quasar Survey. Schon 1959 hatte er einen Zusammenhang zwischen Gasdichte in einer Galaxie und Sternentstehungsrate in Form eines Potenzgesetzes vorgeschlagen. Dieses Schmidt-Kennicutt-Gesetz wird noch heute vielfach in Untersuchungen der Galaxienentwicklung benutzt.

## Auszeichnungen und Mitgliedschaften
- 1964 Helen-B.-Warner-Preis, American Astronomical Society
- 1968 Karl-Schwarzschild-Medaille, Astronomische Gesellschaft
- 1968 Rumford-Preis
- 1969 American Academy of Arts and Sciences[2]
- 1978 Henry Norris Russell Lectureship
- 1978 Mitglied der National Academy of Sciences
- 1979 Jansky-Preis, National Radio Astronomy Observatory
- 1980 Goldmedaille der Royal Astronomical Society
- 1991 James Craig Watson Medal, National Academy of Sciences
- 1992 Bruce Medal, Astronomical Society of the Pacific
- 1993 Petrie Prize Lecture
- 1995 Mitglied der Leopoldina[3]
- 2000 Mitglied der American Philosophical Society[4]
- 2001 Der Asteroid (10430) Martschmidt wurde nach ihm benannt.
- 2008 Kavli-Preis